# Mercedes-AMG F1 W11 EQ Performance
A Mercedes-AMG F1 W11 EQ Performance egy Formula–1-es versenyautó, melyet a Mercedes AMG Petronas F1 Team indított és versenyeztetett a 2020-as Formula–1 világbajnokság során. Pilótái Lewis Hamilton és Valtteri Bottas voltak, illetve egy verseny erejéig a Hamiltont helyettesítő George Russell.
A koronavírus-járvány miatti csonka szezonban az autó valósággal dominált: a tizenhét futamból tizenhármat megnyertek (tizenegyet Hamilton, kettőt Bottas), kilenc leggyorsabb kört értek el (hatot Hamilton, kettőt Bottas, egyet Russell), tizenkétszer indulhattak az első sorból, és ötször arattak kettős győzelmet. Ezzel a teljesítménnyel a Mercedes rekordot állított fel, mert sorozatban hetedszer is konstruktőri bajnok lett a csapat, Hamilton pedig szintén hetedik bajnoki címével beérte Michael Schumachert az örökranglistán.

## Áttekintés

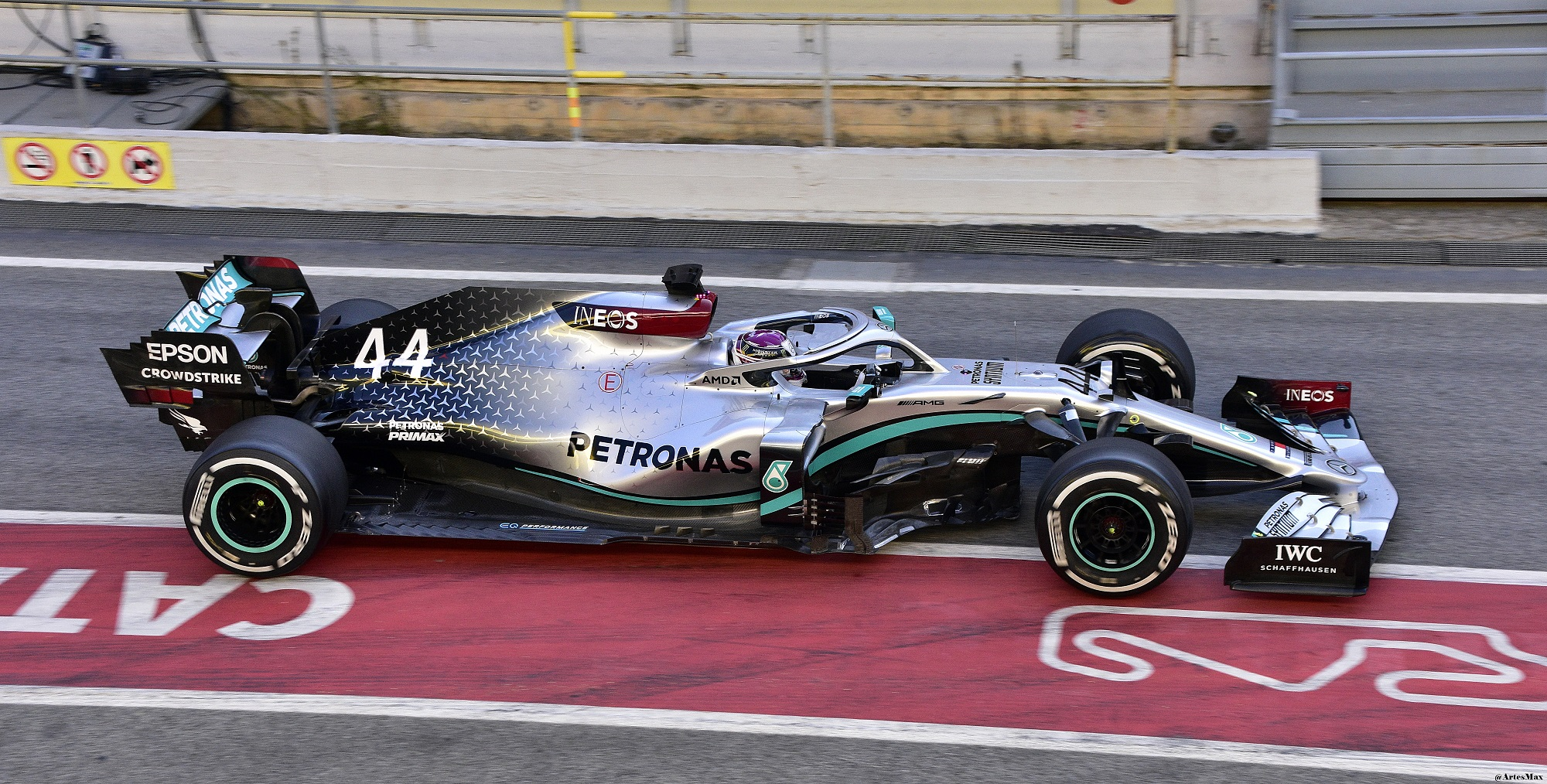
A W11 még az eredeti festéssel

Az autó kétségkívül legnagyobb újítása az úgynevezett kettős tengelyű kormánymű (DAS) rendszer volt, amelynek segítségével a pilóták a kerekek állását a kormányoszlop mozgatásával tudták állítani. A DAS segítségével jóval hatékonyabban tudták felmelegíteni a gumikat, aminek különösen a gyors pályákon volt jelentősége. A rivális Red Bull csapat ugyan óvást jelentett be a technika ellen, de végül szabályosnak tekintették, azzal, hogy 2021-re azonban betiltották. Ugyancsak átalakították a hátsó futóművet is, az alulkormányzottság megakadályozására.
A szezon eleji teszteken az autó még az előző évihez nagyon hasonló festésben gurult pályára, azonban az eltolódott szezonkezdésig felfutott a Black Lives Matter mozgalom, így Lewis Hamilton kérésére a csapat is kiállt a kezdeményezés mellett, s emiatt a festés feketére változott.

## A szezon
Ausztriában Bottasé lett a pole, Hamilton pedig egy háromhelyes rajtbüntetés miatt (sárga zászló figyelmen kívül hagyása) csak az ötödik helyről indulhatott. Ugyan mindkét versenyző váltóproblémákra panaszkodott, Bottas végül megnyerte a versenyt. Hamilton akár második is lehetett volna, de egy Alexander Albonnal történő ütközése miatt 5 másodperces büntetést kapott, ezért csak negyedik lett. A soron következő stájer nagydíjon Hamiltoné lett a pole, és meg is nyerte a versenyt, mögötte Bottas a második lett. A magyar nagydíjon az első sorba kvalifikáltak, több mint egy másodpercet adva a harmadik Lance Strollnak. Hamilton ismét nyert, nyolcadszor a Hungaroringen, beállítva a legtöbb győzelem egy pályán rekordját. Bottas elrontotta a rajtot és nagyon visszaesett, végül a harmadik helyen zárt. A brit nagydíjon megint az élről indultak, Hamilton kényelmesen vezetett az egész verseny során, mígnem az utolsó körökben mindkét Mercedes extrém gumikopásra kezdett el panaszkodni. Bottas kiállt kereket cserélni, így le kellett mondania a pontszerzésről, Hamilton viszont defektet kapott az utolsó körben, viszont még így is képes volt megnyerni a versenyt. A következő hétvége a 70. évfordulós nagydíj volt, amit ugyancsak Silverstone-ban rendeztek: a gumikezelési problémák ismét megmutatkoztak, így először az évben a remek időmérős teljesítmény ellenére nem tudtak győzelmet aratni.
A spanyol nagydíjon aztán folytatódott a totális dominancia:  Hamilton pole-ból indult, végig vezetett a versenyen, és majdnem fél perces előnnyel győzött. Ez volt a 156. dobogós helyezése, amivel újabb rekordot döntött meg. Bottas vele szemben ismét rosszul rajtolt, és képtelen volt megelőzni Max Verstappent, így csak harmadik lett. Belgiumban újabb Hamilton-pole és kettős győzelem következett. A szezon közepére Hamilton előnye már 41 pont volt a mögötte lévő Verstappennel szemben, a Mercedes pedig 86 ponttal állt a Red Bull előtt.
A csapat egyedül az olasz nagydíjon betlizett, amikor a dobogó közelébe se tudtak kerülni, de ezt követően további győzelmeket arattak. A török nagydíj előtt, azaz négy futammal a vége előtt Hamilton 86 pontos előnyben volt Bottashoz képest, és mivel ezt a versenyt is megnyerte, már világbajnok lett. Ez a győzelem biztosította be a Mercedes konstruktőri sikerét is.
Hamilton még nyert Bahreinben, de a soron következő szahír nagydíjat pozitív koronavírus-teszt miatt ki kellett hagynia. A helyére a Williams csapattól vették kölcsön George Russellt. A futamon a Mercedesek az első sorból indulhattak, Russell át is vette a vezetést, és esélye is lett volna a győzelemre, ha a csapata nem rontja el a kerékcseréjét: véletlenül Bottas gumijait rakták fel neki, ami szabálytalan volt, így újra ki kellett jönnie.Még így is esélyes lehetett volna a dobogóra, de egy defekt végképp tönkretette a versenyét, és csak kilencedik lett, bár a leggyorsabb kört megfutotta. Hamilton visszatért a szezonzáró futamra, ahol a Mercedes még egy kettős dobogót szerzett.

## Eredmények
| Év   | Csapat                        | Motor               | Gumik | Pilóták         | Versenyek | Versenyek    | Versenyek    | Versenyek      | Versenyek | Versenyek     | Versenyek | Versenyek   | Versenyek | Versenyek   | Versenyek   | Versenyek  | Versenyek  | Versenyek   | Versenyek | Versenyek | Versenyek               | Pontok | Helyezés |
| Év   | Csapat                        | Motor               | Gumik | Pilóták         | Ausztria  | Stájerország | Magyarország | Nagy-Britannia | Anglia    | Spanyolország | Belgium   | Olaszország | Toszkána  | Oroszország | Németország | Portugália | San Marino | Törökország | Bahrein   | Bahrein   | Egyesült Arab Emírségek | Pontok | Helyezés |
| ---- | ----------------------------- | ------------------- | ----- | --------------- | --------- | ------------ | ------------ | -------------- | --------- | ------------- | --------- | ----------- | --------- | ----------- | ----------- | ---------- | ---------- | ----------- | --------- | --------- | ----------------------- | ------ | -------- |
| 2020 | Mercedes-AMG Petronas F1 Team | Mercedes-AMG F1 M11 | P     | Valtteri Bottas | 1         | 2            | 3            | 11             | 3         | 3             | 2         | 5           | 2         | 1           | KI          | 2          | 2          | 14          | 8         | 8         | 2                       | 573    | 1.       |
| 2020 | Mercedes-AMG Petronas F1 Team | Mercedes-AMG F1 M11 | P     | Lewis Hamilton  | 4         | 1            | 1            | 1              | 2         | 1             | 1         | 7           | 1         | 3           | 1           | 1          | 1          | 1           | 1         |           | 3                       | 573    | 1.       |
| 2020 | Mercedes-AMG Petronas F1 Team | Mercedes-AMG F1 M11 | P     | George Russell  |           |              |              |                |           |               |           |             |           |             |             |            |            |             |           | 9         |                         | 573    | 1.       |

- Félkövérrel jelölve a pole pozíció, dőlt betűvel a leggyorsabb kör
- † – Nem fejezte be a futamot, de rangsorolva lett, mert teljesítette a versenytáv 90%-át.